# Real Football 2012
Real Football 2012 es la edición de 2012 de la serie de videojuegos de fútbol de Gameloft. Esta edición fue lanzada para escasas plataformas, como teléfonos móviles e  IOS. Esta es la segunda edición que no incluye los nombres reales de La Liga Española También agrega la Liga Brasileña, Portuguesa y Argentina, estas tres ultimas, con nombres reales de todos los equipos.
En la portada de juego aparece el futbolista español David Villa.

## Modos de juego
Partido instantáneo: Esta modalidad te permite jugar un partido aleatoriamente sin antes haber elegido equipo y estadio.
Partido Amistoso: Esta modalidad te permite elegir dos equipos para jugar un partido. También puedes elegir estadio, clima, balón, dificultad del juego y la alineación inicial.
Modo Leyenda: Esta modalidad te permite crear un jugador y llevarlo hasta la cumbre futbolística siendo campeón en todo y ganando mundiales con tu selección favorita, o puedes elegir un jugador ya existente y llevar su carrera hasta lo más alto.
Un récord logrado es 856 goles 48 asistencias.
Liga Master: Esta modalidad te permite elegir un equipo y gestionarlo desde la segunda división y así llevarlo hasta lo más alto de la cumbre futbolística.
Modo Copa: En esta modalidad puedes elegir entre jugar un Mundial o la UEFA Champions League
Modo Liga: En esta modalidad puedes elegir jugar una de las ligas disponibles con un equipo y llevarlo hasta el campeonato.
Entrenamiento: Esta modalidad sirve como un tutorial para aprender los trucos más
importantes y más básicos del juego y así ser todo un campeón.
Penales: Esta modalidad te permite jugar una tanda de penales entre dos equipos.

## Modo Eurocopa
Esta edición como la del 2008 trae la Eurocopa.
Rumbo a 2012: En esta modalidad puedes elegir un equipo europeo y calificarlo a la Eurocopa.
Eurocopa 2012: En esta modalidad puedes jugar directamente la Eurocopa sin haber intentado calificar a una selección previamente.

## Modo Real Football League
Este, como en las ediciones 2010 y 2011 te permite jugar contra todo los equipos que puedas y registrar tu récord de en la página oficial de Real Football.

## Ligas
Esta es la segunda edición que incluye a la liga argentina, brasileña y la portuguesa.
| Competiciones                                                                       |
| ----------------------------------------------------------------------------------- |
| Premier League (Totalmente licenciada) Sky Bet Championship (Totalmente licenciada) |
| Ligue 1 (Totalmente licenciada) Ligue 2 (Parcialmente licenciada)                   |
| Serie A (Totalmente licenciada) Serie B (Totalmente licenciada)                     |
| 1.Bundesliga (Parcialmente licenciada) 2.Bundesliga (Parcialmente licenciada)       |
| Liga BBVA (Parcialmente licenciada) Liga Adelante (Parcialmente licenciada)         |
| Liga ZON Sagres (Parcialmente licenciada)                                           |
| Liga Argentina (Parcialmente licenciada)                                            |
| Brasileirão (Parcialmente licenciada)                                               |
| J1 League (Sin licenciar)                                                           |
| Major League Soccer (Parcialmente licenciada)                                       |

### Sobre los equipos
- La liga alemana como en todas las ediciones está parcialmente licenciada.
- El FC Barcelona es el único equipo licenciado de la Liga española.
- En liga argentina Boca Juniors es Arg. Blue y River Plate es Arg. White
- En la Serie A Juventus es Alpino.
- En Otros (1) Galatasaray es Estamb. C. y Fenerbahçe es C. Estamb.

## Equipos por Liga
LIGA ARGENTINA
- Almagro
- Arg. Blue
- Avell. Red
- Avellaneda
- Bahía Blanca
- Banfield
- Córdoba Blue
- Floresta
- Godoy C.
- Lanús
- Liniers
- Paternal
- Plata R.
- Rafaela
- Rosario
- San Juan
- Santa Fe
- Santa Fe White
- Sarandi
- Victoria

LIGA BRASILEÑA
- Alegre R.
- Belo H.
- Belo H. Green
- Botafogo
- Ceara
- Curit. G.
- Curitiba
- Florianop.
- Florianop. Blue
- Goias Red
- Minas
- P. Aleg.
- Rio Black
- Rio Green
- Rio Red
- Salvador
- Santos
- Sao Green
- Sao P. Wh.
- Sao Paulo

LIGA INGLESA
- A. Birm.
- Blackburn
- Bolton
- Chelsea
- Fulham
- Liverpool
- London
- Man. Blue
- Man. Red
- Merseyside
- Newcastle
- Norwich
- Q. Park
- Stafordsh.
- Sunderland
- Swansea
- Tottenham
- West Brom.
- Wigan
- Wolver.

LIGA INGLESA 2
- Barnsley
- Birmingham
- Blackpool
- Blue London
- Brighton & Hove
- Bristol
- Burnley
- Cardiff
- Coventry
- Derby
- Doncaster
- Hull
- Ipswich
- Leeds
- Leicester
- Middlesbr.
- Norwood
- Nottingham
- Peterborough
- Portsmouth
- Reading
- Southampton
- Watford
- West Ham

LIGA FRANCESA
- Ajaccio
- Auxerre
- Bordeaux
- Brest
- Caen
- Dijon
- Evian
- Lille
- Lorient
- Lyon
- Marseille
- Montpell.
- Nancy
- Nice
- Paris
- Rennes
- Sochaux
- St- Etienne
- Toulouse
- Valencien.

LIGA FRANCESA 2
- Amiens
- Angers
- Arles
- Bastia
- Boulogne
- Chateaurx
- Clermont
- Guingamp
- Istres
- Laval
- Le Havre
- Le Mans
- Lens
- Metz
- Monaco
- Nantes
- Reims
- Sedan
- Tours
- Troyes

LIGA ALEMANA 
- Augsburg
- Berlin
- Bremen
- Dortmund
- Freiburg
- Gelsenk.
- Hamburg
- Hannover
- Kaiserslaut.
- Koln
- Leverkusen
- Mainz
- Monchengl.
- Munchen
- Nurnberg
- Sinsheim
- Stuttgart
- Wolfsburg

LIGA ALEMANA 2
- Aachen
- Aue
- B. Hamburg
- Baviera
- Bochum
- Bornheim
- Braunschweig
- Cottbus
- Dresden
- Duisburg
- Dusseldorf
- Frankfurt
- Furth
- Ingolstadt
- Karlsruhe
- Kopenick
- Paderborn
- Rostock

LIGA ITALIANA 
- Alpino
- Bergamo
- Blue Roma
- Bologna
- Cagliari
- Catania
- Cesena
- Firenze
- Genoa
- Lecce
- Milan
- Milano
- Napoli
- Novara
- Palermo
- Parma
- Roma
- Siena
- Udine
- Verona

LIGA ITALIANA 2
- Albino
- Ascoli P.
- Bari
- Brescia
- Campania
- Cittadella
- Crotone
- Empoli
- Genova
- Grosseto
- Gubbio
- Livorno
- Modena
- Padoue
- Pescara
- Reggio
- Sassuolo
- Sorrento
- Torino
- Varese
- Verona Blue
- Vicenza

LIGA JAPONESA
- C. Osaka
- Fukuoka
- G. Osaka
- Hiroshima
- Iwata
- Kashima
- Kashiwa
- Kawasaki
- Kobe
- Kofu
- Nagoya
- Niigata
- Omiya
- Sendai
- Shizuoka
- Urawa
- Yamagata
- Yokohama

LIGA PORTUGUESA
- Aveiro
- Barcelos
- Braga
- Coimbra
- Ferreira
- Funchal
- Guimaraes
- Leiría
- Lisboa
- Lisbon
- Madeira
- Olhao
- Porto
- S-M Da Feira
- Setubal
- V. Conde

LIGA ESPAÑOLA
- A. Sevilla
- Barcelona
- Bilbao
- D. Madrid
- Donostia
- G. Valencia
- Getafe
- Gijón
- Granada
- Madrid
- Málaga
- Mallorca
- Pamplona
- Real BCN
- Santander
- Sevilla
- Valencia
- Vallecas
- Villareal
- Zaragoza

LIGA ESPAÑOLA 2
- Alcorcón
- Alcoy
- Almería
- Barcelona B
- Cartagena
- Córdoba
- Coruna
- Elche
- Girona
- Guadalajara
- Huelva
- Huesca
- Jerez F.
- Las Palmas
- Lucentum
- Murcia
- Sabadell
- Soria
- Tarragona
- Valladolid
- Vigo
- Villarreal B

LIGA ESTADOUNIDENSE 
- Carson
- Chicago
- Colorado
- Columbus
- Dallas
- Houston
- Kansas
- L.A.
- New England
- New York
- Philadelphia
- Salt Lake
- San Jose
- Seattle
- Toronto
- Washington

RESTO DEL MUNDO
- Ámsterdam
- Anderlecht
- Asunc. Blue
- Asunc. Red
- Atheniakos
- Athens
- B. Glasgow
- Bucharest
- C. Istamb.
- Cali
- Chile Club
- Donetsk
- Eindhoven
- G. Glasgow
- Istanb. C.
- Istanbul
- Kiev
- Lima Blue
- Lima White
- Medellín
- Mex. Blue
- Mex. Yellow
- Moscow
- Piraeus
- Prague
- R. Moscow
- Rotterdam
- Santiago
- Trondheim

## Modo editor
Este modo te permite editar los nombres de clubes y jugadores.
Transferencias: Este modo te permite transferir los equipos a tu gusto.
Editor de nombres: Este modo te permite editar nombres de jugadores o de clubes.
Editar nombre corto de equipo: Se puede cambiar el nombre corto de cada equipo

## Diseño gráfico
Esta edición, comparada con las demás da un gran salto. Ahora ya no se juega en modo vertical o diagonal, sino que se juega en modo horizontal.
Los estadios están mucho mejor logrados, y las animaciones de los inicios de los partidos son más realistas. Esto se exceptúa en la versión para celulares móviles {java}

## Estadios
Esta es la lista de los estadios jugables:
- Achtekig Stadium (Veltins-Arena)

- Estadio del Sol (Estádio Da Luz)

- Felipe (Santiago Bernabéu)

- Redbrick (Old Trafford)

- Catalonia (Camp Nou)

- Football Arena (Allianz Arena)

- Estadio do Brasil (Morumbi)

- Countryside (Craven Cottage)

- Cauldron (Stade Geoffroy Guichard)

- Stadium Australia (ANZ Stadium)

## Selecciones nacionales
UEFA
- Austria (Sin Licenciar)
- Bielorrusia (Sin Licenciar)
- Bélgica (Totalmente Licenciada)
- Bosnia y Herzegovina (Sin Licenciar)
- Bulgaria (Sin Licenciar)
- Croacia (Sin Licenciar)
- República Checa (Sin Licenciar)
- Dinamarca (Sin Licenciar)
- Inglaterra (Totalmente Licenciada)
- Finlandia (Sin Licenciar)
- Francia (Totalmente Licenciada)
- Alemania (Totalmente Licenciada)
- Gales (Sin Licenciar)
- Grecia (Sin Licenciar)
- Hungría (Sin Licenciar)
- Irlanda (Sin Licenciar)
- Israel (Sin Licenciar)
- Italia (Totalmente Licenciada)
- Letonia (Sin Licenciar)
- Lituania (Sin Licenciar)
- Holanda (Sin Licenciar)
- Irlanda del Norte (Sin Licenciar)
- Noruega (Sin Licenciar)
- Polonia (Sin Licenciar)
- Portugal (Totalmente Licenciada)
- Rumanía (Sin Licenciar)
- Rusia (Sin Licenciar)
- Escocia (Sin Licenciar)
- Serbia (Sin Licenciar)
- Eslovenia (Sin Licenciar)
- Eslovaquia (Sin Licenciar)
- España (Parcialmente Licenciada)
- Suecia (Sin Licenciar)
- Suiza (Sin Licenciar)
- Turquía (Sin Licenciar)
- Ucrania (Sin Licenciar)

Conmebol/Concacaf
- Argentina (Totalmente Licenciada)
- Bolivia (Sin Licenciar)
- Brasil (Totalmente Licenciada)
- Canadá (Totalmente Licenciada)
- Chile (Totalmente Licenciada)
- Colombia (Totalmente Licenciada)
- Costa Rica (Sin Licenciar)
- Ecuador (Sin Licenciar)
- Haití (Sin Licenciar)
- Honduras (Sin Licenciar)
- Jamaica (Sin Licenciar)
- México (Parcialmente Licenciada)
- Paraguay (Sin Licenciar)
- Perú (Totalmente Licenciada)
- Trinidad y Tobago (Totalmente Licenciada)
- Uruguay (Totalmente Licenciada)
- EUA (Parcialmente Licenciada)
- Venezuela(Sin Licenciar)

CAF
- Argelia (Sin Licenciar)
- Angola (Sin Licenciar)
- Camerún (Sin Licenciar)
- Egipto (Sin Licenciar)
- Gabón (Sin Licenciar)
- Ghana (Parcialmente Licenciada)
- Guinea (Parcialmente Licenciada)
- Costa de Marfil (Parcialmente Licenciada)
- Liberia (Parcialmente Licenciada)
- Malí (Parcialmente Licenciada)
- Marruecos (Sin Licenciar)
- Nigeria (Sin Licenciar)
- Senegal (Sin Licenciar)
- Sudáfrica (Parcialmente Licenciada)
- Togo (Sin Licenciar)
- Túnez (Sin Licenciar)

Asia/Oceanía
- Afganistán (Sin Licenciar)
- Australia (Sin Licenciar)
- Baréin (Sin Licenciar)
- Bangladés (Sin Licenciar)
- China (Sin Licenciar)
- India (Sin Licenciar)
- Irak (Sin Licenciar)
- Irán (Sin Licenciar)
- Japón (Sin Licenciar)
- Kuwait (Sin Licenciar)
- Corea del Sur (Sin Licenciar)
- Corea del Norte (Sin Licenciar)
- Nueva Zelanda (Sin Licenciar)
- Catar (Sin Licenciar)
- Arabia Saudita (Sin Licenciar)
- Uzbekistán (Sin Licenciar)